# Herbe Mischung
Herbe Mischung (Originaltitel: A Bitter Mix) ist ein deutsch-israelischer Fernsehfilm von Dror Zahavi aus dem Jahr 2015. Es handelt sich um eine Culture-Clash-Komödie, die den Nahostkonflikt thematisiert.

## Handlung
Zahra Abdullah ist trotz ihres arabischen Namens Christin und ihr Freund Benni Jude. Beide sind frisch verliebt und wohnen in München, während Bennis Eltern in Tel Aviv leben. Als Bennis Großvater stirbt, bittet ihn seine Familie zur Beerdigung zu kommen. So reisen Benni und Zahra kurzfristig nach Israel. Allerdings gibt es am Flughafen einen Zwischenfall, als Zahra aufgrund ihres arabischen Namens beim Zoll Probleme bekommt und dann auch noch ihr arabischer Wecker im Handgepäck plötzlich los geht und „Allahu Akbar“ ertönt, sodass man sie für eine islamische Terroristin hält. Alle Anwesenden werfen sich panisch zu Boden oder fliehen, während Benni und Zahra verdutzt stehenbleiben. Nachdem die erwartete Detonation nicht erfolgt und sie das Missverständnis aufklären können, geht die Reise endlich los. Mit einigen Stunden Verspätung treffen Zahra und Benni bei seinen Eltern ein, die sich freuen Zahra endlich kennenzulernen. Fälschlicherweise nehmen sie an, sie sei eine Jüdin, was sich Zahra auch nicht traut aufzuklären, als sie mitbekommt, wie Bennis Familie über Araber denkt. Ganz besonders Bennis Vater, als Veteran der Armee, wettert bei jeder passenden Gelegenheit gegen den „Staatsfeind Nr.1“.
Im Laufe des Tages trifft die große Verwandtschaft der Goldfeins ein, um dem Begräbnis beizuwohnen. Dabei wird allen klar, dass Zahra keine Jüdin, sondern eine Schickse ist. Während für Bennis Eltern dies kein Problem darstellt, lehnt Tante Edna sie rigoros ab. Als Edna dann noch herausfindet, dass Zahra keine Deutsche, sondern Araberin ist, will sie Zahra vor der Familie bloßstellen. Das gelingt ihr allerdings nicht problemlos, sondern erst nach einigen Anläufen. In der Folge gibt es eine heiße Diskussion über Juden, Araber, Deutsche, Faschisten und die Verlogenheit. Im Streit verlässt Zahra wütend das Haus der Goldfeins und ist extrem verärgert, da Benni nicht zu ihr hält, sondern vor seiner Familie kuscht. Sie will so schnell wie möglich wieder nach Deutschland zurück, doch auf dem Flughafen wird sie vom Zoll festgehalten. Da die Familie auch nach Zahras Rückzug nicht aufhört gegen sie zu reden, hat nun auch Benni genug. Die Argumentation seines Vaters, Juden könnten sich nur auf Juden verlassen und Nichtjuden würden nie dazugehören können, wird jäh von dessen Mutter gestoppt. Sie erklärt ihrem Sohn, dass sie auch Deutsche wäre und dieses Geheimnis all die Jahre nur mit ihrem Mann geteilt hätte. Sie ist froh, dass dieses Theater nun ein Ende hat. Da die Papiere ihrer Konversion zum Judentum gefälscht waren, muss Bennis Vater nun erfahren, dass er eigentlich nie ein Jude war, ebenso wenig wie Edna. Für die beiden bricht nun eine Welt zusammen, doch Benni geht schmunzelnd seiner Wege. Er gibt seiner Großmutter zum Abschied einen Kuss und eilt zum Flughafen. Er gesteht Zahra seine Liebe und bittet sie um Verzeihung. Dabei stößt er versehentlich ihren Koffer um und erneut lässt der Wecker sein „Allahu Akbar“ ertönen, sodass erneut die größte Verwirrung bei den Fluggästen entsteht.

## Hintergrund
Die Dreharbeiten für Herbe Mischung erfolgten in BR-Koproduktion vom 26. Oktober bis zum 27. November 2014 in  München und Tel Aviv. Der Titel des Films bezieht sich auf Zahras Abstammung aus der Sicht der Juden: die Mutter Deutsche, der Vater Araber.

## Rezeption

### Einschaltquote
Bei der Erstausstrahlung am 4. November 2015 im Ersten erreichte der Film 4,35 Millionen Zuschauer und 13,6 Prozent des Gesamtmarktanteils.

## Kritiken
Thomas Gehringer von Tittelbach.tv meinte zu dieser Produktion: „‚Herbe Mischung‘ ist eine Familienkomödie, die Intoleranz und Paranoia in Israel aufs Korn nimmt, der es aber auch an Humor und glaubwürdigen Figuren mangelt. Es wird (zu) viel geredet, die Inszenierung vermag nur selten zu überraschen, und das Spiel wirkt seltsam steif.“ „Bisweilen hat ‚Herbe Mischung‘ die Qualität einer bissigen Satire. Zahavi zeichnet mit einer gewissen Bitterkeit das Bild einer israelischen Gesellschaft, die sich voller Angst und Feindseligkeit zurückzieht und verschließt. Erschreckend ist vor allem eine Szene, in der sich die Inszenierung mal heraus in den Alltag traut. Als eine Kundin beim Shoppen Zarahs Familiennamen hört, bricht blanker Hass hervor. Doch die Balance aus Ernsthaftigkeit und Komik will nicht gelingen. Vor allem weil wenig Leben im Familienleben von Bennis Verwandten ist. Die Inszenierung erschöpft sich größtenteils in trockenen Dialogen oder in ermüdenden Tiraden von Bennis Vater oder Tante Edna über die Araber. Es fehlt eine Figur, die mal etwas Überraschendes, vielleicht Ironie oder Humor einbringen könnte. Dafür gibt es Sätze wie diesen: ‚Deutschland war so braun wie mein Stuhlgang‘, erklärt Bennis Vater.“
Fernsehserie.de schrieb: „Der Film des israelischen Regisseurs bedient sich zwar einiger Klischees und viel Klezmer, spricht aber dennoch einige wichtige Themen der israelischen Gesellschaft an. Etwa den ständigen „Paranoia-Zustand“ des Landes und das nationalistische und rassistische Denken einiger Israelis. Dank komischer Missverständnisse wird der Film nicht zu ernst, bleibt aber bis zum Schluss spannend. Letztendlich zeigt Zahavis ‚Herbe Mischung‘ sogar, was für eine Lösung des Nahostkonflikts auf jeden Fall gebraucht wird: Toleranz, Selbstkritik und etwas Humor.“
Anna Gyapjas von der FAZ schrieb: „Was es für eine Culture-Clash-Komödie braucht, ist bekannt: zwei Kulturen, jede Menge Klischees, überzeichnete Unterschiede, Missverständnisse zuhauf, die sich irgendwann in Wohlgefallen auflösen. Wie das geht, hat im Kino My Big Fat Greek Wedding in paradigmatischer Weise gezeigt und vielen Nachahmer gefunden, zu denen auch der Fernsehfilm ‚Herbe Mischung‘ zählt. Dessen Titel trifft den Charakter des Stücks ziemlich genau. Es kommt als komödiantische Erzählung daher, will aber auch die Verhärtungen einer Gesellschaft zeigen. Leider gelingt weder das eine noch das andere.“
Filmdienst.de fasste zusammen: „Der plötzliche Tod des Großvaters in Tel Aviv stellt ein bislang unbeschwert in Deutschland lebendes Paar vor ungeahnte Probleme. Durch die anstehende Beerdigung in Israel müssen Dinge angesprochen werden, die bislang niemanden interessierten, etwa dass die Partnerin des Botanikers zur Hälfte arabische Wurzeln hat, was einer jüdischen Familie in Israel nur schwer zu vermitteln ist. Mal absurdes, mal tragisches (Fernseh-)Drama um Herkunft, Zugehörigkeit und die Überwindung von Vorurteilen.“